# Поляков, Андрей Константинович
Андрей Константинович Поляко́в (1917 — ?) — советский театральный актёр и режиссёр.

## Биография
Родился 17 (30 сентября) 1917 года в Оренбурге. Участник Великой Отечественной войны. Автоматчик 68-й механизированной бригады, ефрейтор, организатор художественной самодеятельности, отличился в боях, был тяжело контужен в боях под Москвой в 1941 году, на фронт вернулся в 1943 году. В 1953—1955 годах — главный режиссёр Вильнюсского РДТ.

## Награды и премии
- орден Отечественной войны II степени   (6.4.1985).
- орден Красной Звезды (19.4.1945).
- медаль «За отвагу» (3.5.1945).
- медаль «За боевые заслуги» (4.1.1944)
- заслуженный артист Литовской ССР
- Сталинская премия третьей степени (1952) — за спектакль «Незабываемый 1919-й» В. В. Вишневского, поставленный на сцене театра «Ванемуйне» (Тарту)